# Gekrümmter Dünnschwanz
Der Gekrümmte Dünnschwanz (Parapholis strigosa) ist eine Pflanzenart aus der Gattung Dünnschwanz (Parapholis) innerhalb der Familie der Süßgräser (Poaceae). 

## Beschreibung

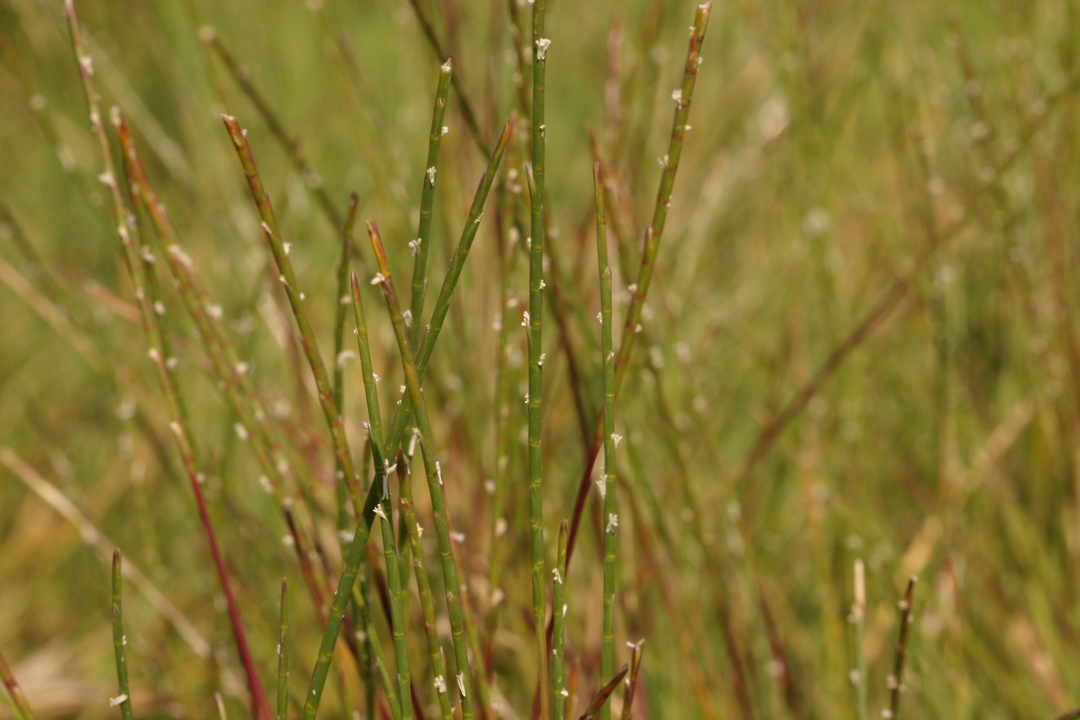
Blütenstände

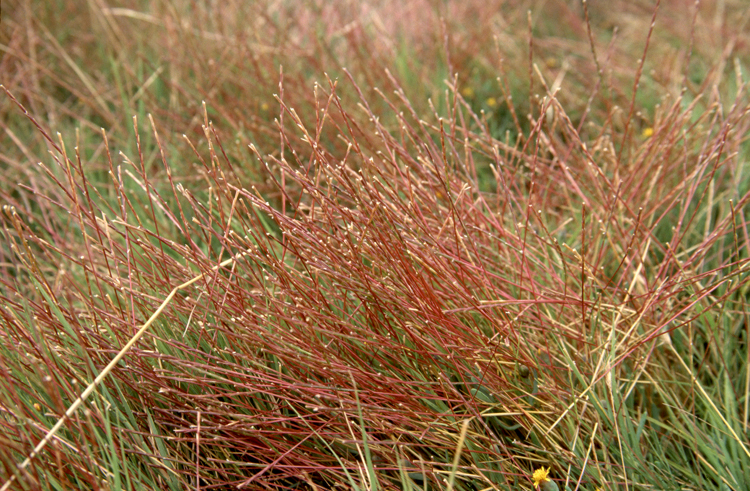
Habitus

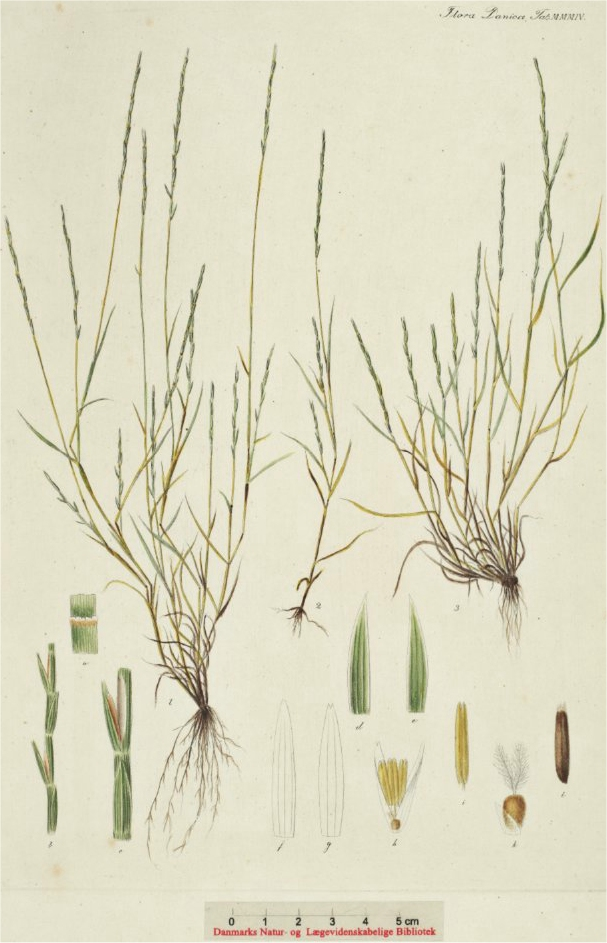
Illustration

### Vegetative Merkmale
Der Gekrümmte Dünnschwanz wächst als sommergrüne, einjährige krautige Pflanze und erreicht Wuchshöhen von nur 5 bis 20 Zentimetern. Er ist ein unauffälliges, büschelig verzweigtes Gras. Seine aufrechten oder knickig (kniend) aufsteigenden Halme sind zwei- bis fünfknotig und an den unteren Knoten verzweigt. Das Gras ist von dünner Gestalt und kahl.
Seine oft abstehenden Laubblätter sind grau grün oder sind im jungen Zustand noch frischgrün. Die Laubblätter sind äußerst kurz und schmal und erscheinen zusammengefaltet. Sie sind nicht länger als 5 Zentimeter und nicht breiter als 2,5 mm. Sie sind wie der Halm recht stark gekrümmt. Die Blattscheiden sind glatt und kahl. Das Blatthäutchen (Ligula) ist ein etwa 0,5 mm langer, häutiger Saum.

### Generative Merkmale
Die Blütezeit reicht von Juni bis Juli.
Die winzigen, sitzenden Ährchen sind einblütig oder selten zweiblütig und mit einem Fortsatz der Ährchenachse über dem Blütchen versehen. Sie bilden eine endständige, 3 bis 10 Zentimeter lange und max. 1,5 mm breite Ähre aus, die zur Reifezeit sehr schnell zerbricht, so dass oft nur ein abgebrochener Halm erkennbar ist. Die Ährchen sind wechselständig in die Ährenspindel eingesenkt, sind etwa 4 bis 6 mm lang, bilden zwei untereinander gleiche, drei- bis fünf-nervige, spitz breit-lanzettliche, gekielte Hüllspelzen aus und sind mit ihrer flachen Seite an die Ährenspindel dicht angedrückt. Die zarthäutigen Deckspelzen sind schwach drei-nervig, um 1 mm kürzer als die Hüllspelzen, breit-lanzettlich geformt und unbehaart. Die zarthäutige, kahle, zwei-nervige Vorspelze ist so lang wie die Deckspelze. Es werden 2 bis 3 mm lange Staubbeutel ausgebildet. Der Fruchtknoten weist am oberen Ende einen kahlen, häutigen Saum auf.
Die Karyopsen-Früchte sind nicht länger als 3 mm und weisen am oberen Ende ein kurzes, häutiges Anhängsel auf. 
Die Chromosomenzahl beträgt 2n = 14 oder 28.

## Ökologie
Die Ausbreitung der Diasporen erfolgt zumeist durch das Wasser.

## Vorkommen und Schutz
Der Gekrümmte Dünnschwanz kommt in Afrika nur in Libyen und in Europa in Portugal, Spanien, Frankreich, im Vereinigten Königreich, Irland, Belgien, in den Niederlanden, Deutschland, Dänemark, Schweden, Italien, Slowenien, Kroatien, Albanien und in Griechenland vor. In Mitteleuropa kommt er an der Nordseeküste zerstreut vor, während er an der Ostseeküste nur selten ist. Im Binnenland fehlt das Gras völlig. Sonst ist die Pflanze in Meeresnähe in Europa und in Libyen verbreitet. In Australien und Neuseeland sowie in Nordamerika ist sie ein Neophyt.
Er ist in Zentraleuropa gefährdet und steht in Deutschland auf der Roten Liste der Gefäßpflanzen, wo er in der Gefährdungsklasse 3 geführt wird. In Schleswig-Holstein, Hamburg, Bremen und Niedersachsen ist er gefährdet, in Mecklenburg-Vorpommern sogar vom Aussterben bedroht. Eine Gefährdung seiner Bestände geht vor allem von der ausbleibenden Überflutung von Salzwiesen und Marschen und deren zunehmende Bebauung durch den Menschen aus. Küstenschutzmaßnahmen dezimieren ebenfalls seine Bestände.
Sein Hauptvorkommen besitzt der Gekrümmte Dünnschwanz in der Formation Salzpflanzenfluren. Er ist die Verbandskennart der Strandmastkraut-Gesellschaften (Verband Saginion maritimae), kommt aber auch in der Pflanzengesellschaft des Juncetum gerardi vor.
Der Gekrümmte Dünnschwanz wächst auf wechselfeuchten, meist lückigen Küstensalzwiesen und kommt dort zwischen der Zone von Andelrasen und Rotschwingelrasen an lückigen Stellen vor. Er bevorzugt wechselfeuchte, teils überschwemmte, salzhaltige, tonig-sandige Böden und zeigt einen mäßigen Salzgehalt, Seeklima und Überschwemmung an.

## Taxonomie
Die Erstbeschreibung erfolgte 1824 unter dem Namen (Basionym) Lepturus strigosus durch Barthélemy Charles Joseph Dumortier in Observations sur les Graminées de la Flore Belgique S. 146. Die Neukombination zu Parapholis strigosa (Dumort.) C.E.Hubb. wurde 1946 durch Charles Edward Hubbard in Blumea Supplement, Band 3, S. 14 veröffentlicht. Weitere Synonyme für Parapholis strigosa (Dumort.) C.E.Hubb. sind: Lepiurus strigosus Dumort., Lepturus incurvatus var. vulgatus Asch. & Graebn., Lepturus incurvatus subsp. vulgatus (Asch. & Graebn.) Rouy.